# Funcionalismo lingüístico
El término funcionalismo lingüístico hace referencia a una serie de corrientes lingüísticas que parten de los mismos principios teóricos, aunque poseen modelos de análisis muy distintos. 
El principio básico del funcionalismo es la consideración del estudio de una lengua como la investigación de las funciones desempeñadas por los elementos, las clases y los mecanismos que intervienen en ella; consecuentemente, con esta importancia de la función, el funcionalismo entiende que el estudio de un estado de lengua, independientemente de toda reflexión histórica, tiene valor explicativo y no solo descriptivo.

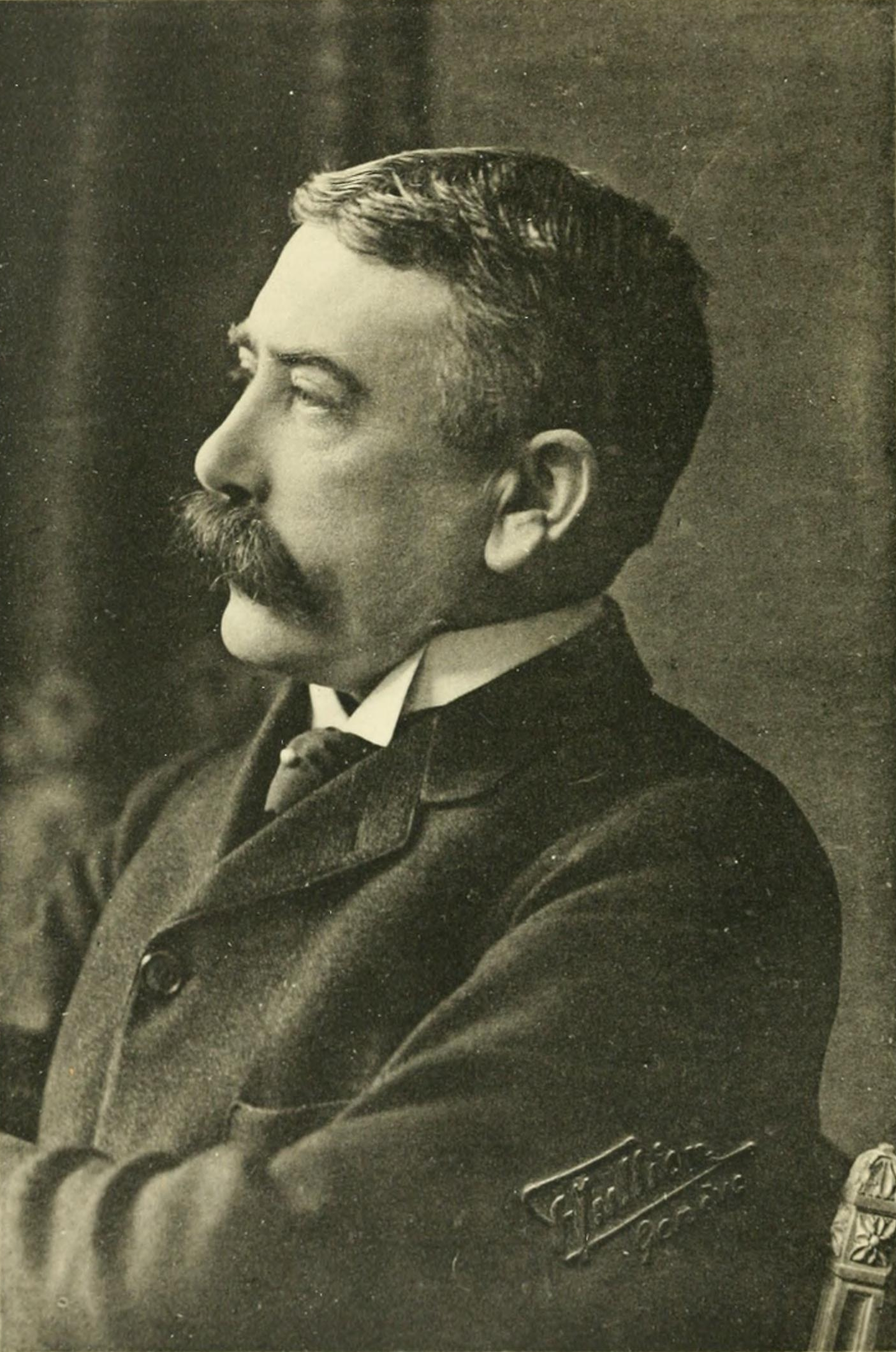
El funcionalismo lingüístico es heredero de las tesis del suizo Ferdinand de Saussure y hunde sus raíces en el estructuralismo

Heredero de las tesis de Ferdinand de Saussure, el funcionalismo se apoya en la idea de que el papel de la lengua como instrumento de comunicación es esencial. 
En el ámbito teórico, todos estos estudios funcionales del lenguaje tienen un mismo punto de partida: una visión que podría ser calificada de instrumentalista. Conforme a esta visión, toda lengua tiene como propósito primordial la comunicación y, por lo tanto, este propósito debe ser el punto de partida para cualquier estudio lingüístico que se haga. Por ello, la cuestión básica por resolver es verificar cómo se comunican los usuarios de una determinada lengua. Esto implica analizar no solo las formas o estructuras gramaticales, sino también toda la situación comunicativa: el evento, los participantes, el contexto discursivo. En esto, se oponen al estructuralismo norteamericano y a las teorías formalistas. Dentro del primero, se analizan estructuras gramaticales tales como los fonemas, morfemas, relaciones sintácticas y semánticas, los constituyentes, las dependencias, etc. Las segundas analizan estos fenómenos y, a la vez, construyen un modelo formal del lenguaje. Los funcionalistas sostienen que la situación comunicativa motivada explica y determina las estructuras gramaticales; por ello, su propósito no es presentar modelos, sino encontrar explicaciones. Puede decirse que los estudios funcionales son un examen de la competencia comunicativa, o sea, de la capacidad de los individuos para codificar y decodificar los mensajes. Todo esto conlleva ver las expresiones lingüísticas como la configuración de funciones. Es, al considerar estas funciones, donde las distintas corrientes funcionalistas se separan.

## Representantes
Han recibido el calificativo de funcionales los paradigmas teóricos propuestos por la Escuela de Praga, la glosemática del danés Louis Hjemslev, los trabajos del lingüista francés André Martinet, la gramática sistémica del británico Michael Halliday y la propiamente llamada gramática funcional del holandés Simon Dik. También se incluyen dentro de esta categoría diversos trabajos de autores como Thomas Givon (Talmy Givón), Susumu Kuno, Michael Silverstein, Anna Siewierska, Sandra Thompson, Robert Van Valin y Anna Wierzbicka. En el ámbito hispánico, Emilio Alarcos Llorach introduce un funcionalismo de corte estructuralista. Actualmente, Salvador Gutiérrez Ordóñez y César Hernández Alonso se encuentran, más allá de sus diferencias teóricas, entre los mayores exponentes del funcionalismo español. También deben mencionarse los trabajos de la lingüista argentina Erica García, exponente de la escuela de Columbia.

## La fonología funcionalista

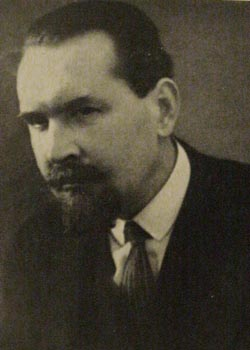
El príncipe, lingüista y fonólogo Nikolái Trubetskói.

El funcionalismo nace con la fonología, nombre que el lingüista Nikolái Trubetskói le dio a un método particular de investigación de los fenómenos fónicos y que fue desarrollada por la llamada escuela de Praga y otros lingüistas como André Martinet y Román Jakobson.
El principal hallazgo histórico de la fonología fue el del valor distintivo de los fonemas, aun no teniendo ellos mismos ninguna significación: su función consiste ante todo en hacer que se distingan otras unidades que tienen sentido. Esta observación suministró a los lingüistas un principio de abstracción: no todos los caracteres físicos que aparecen en la pronunciación de un fonema tienen ese valor distintivo, esto es, su articulación no está motivada por una intención comunicativa. En este sentido, el funcionalismo lleva a aislar, entre los rasgos fonéticos físicamente presentes en una pronunciación dada, los que tienen un valor distintivo, es decir, los elegidos para que sea posible comunicar una información. Solo estos son considerados fonológicamente pertinentes. 
Para determinar estos rasgos, los fonólogos elaboraron el método llamado de conmutación, mediante el cual, tras hacer variar fonéticamente un sonido en la misma posición de palabra con el objeto de distinguir en qué momento esa variación implica un cambio de significado, se consigue distinguir los distintos fonemas de una lengua. 
Además de la conmutación, los fonólogos aplicaron un segundo principio saussuriano, el de oposición, según el cual una entidad lingüística cualquiera solo está constituida por aquello que la distingue de otra.

## La morfología funcionalista
El teórico que en primer lugar intentó aplicar los principios funcionalistas al ámbito de la morfología fue G. Gougenheim. Su idea, discutible, era que para definir la función de una categoría gramatical debía compararse con las otras, puesto que el usuario de la lengua lo elige con relación a ellos y solo esta elección representa un papel en la comunicación. Utiliza, para ello, el concepto fonológico de oposición y distingue tres tipos: servidumbre gramatical (cuando el uso de un elemento lingüístico implica el uso de otro), variación estilística (cuando el cambio de un elemento por otro es irrelevante para el sentido) y la oposición de sentido (cuando ese cambio sí implica cambios en el significado).

## La sintaxis funcionalista
André Martinet es el lingüista que emprendió en primer lugar la tarea de construir una sintaxis funcional, pero, tras las dificultades observadas en la morfología, introduce para ello principios de análisis que no tienen equivalente en la fonología. 
Martinet parte de la idea de que la función de todo enunciado es comunicar una experiencia y que por tanto está constituido por un predicado (que designa el proceso central en esa experiencia), acompañado a veces por una serie de complementos (incluido el sujeto); la función de estos complementos es aportar un tipo particular de información sobre ese proceso. 
Lo relevante en este planteamiento es que esas funciones no pueden establecerse generalmente por conmutación.

## Funcionalismo contra formalismo
La gramática estructural europea se suele incluir entre las gramáticas de orientación funcional, aunque el funcionalismo se entiende de una manera diversa según los enfoques y escuelas.
El término funcional —como función y funcionalismo— tiene en lingüística diversos sentidos. En el sentido que predomina en los enfoques actuales, funcional se opone a formal. En el enfoque funcional se considera que las lenguas son básicamente instrumentos de comunicación. Por tanto, no tiene sentido estudiar una lengua sin preguntarse por su “función”: el propósito con el que se emplea, las circunstancias en las que se utiliza o los participantes que la usan.
La gramática funcional no se limita a estudiar el sistema lingüístico sino que se ocupa de la situación comunicativa y explica el sistema gramatical en función de esta.
En la teoría gramatical moderna se puede trazar una separación básica entre las gramáticas de base funcional y las gramáticas de base formal (Newmeyer 1998; Damell et al. 1999; Camie y Mendoza-Denton 2003, entre muchos otros).

## La gramática estructural española como gramática funcional
La pregunta que surge naturalmente es en qué sentido es funcional la gramática estructural española. La respuesta es triple. En primer lugar, es funcional en el sentido de que se concibe la lengua básicamente como un instrumento de comunicación. Como señala Alarcos (1977), “toda lengua es una estructura porque, en su conjunto y en sus partes constitutivas, funciona adecuadamente; esto es, cumple el fin para el que ha sido instituida: permitir la comunicación entre los humanos de una misma comunidad. Tanto vale así hablar de ‘lingüística estructural’ como de ‘lingüística funcional’ “.
Toda gramática estructural es funcional en el siguiente sentido: Para Saussure, el valor de un elemento lingüístico se halla no tanto en lo que es en sí sino en la relación que se establece entre ese elemento y el sistema en el que se integra, es decir, en la función que ese elemento desempeña en el sistema, en la forma en que se opone a los otros elementos del sistema.
Por último, la gramática estructural española es funcional por la importancia que se da al concepto de función sintáctica, que es un primitivo del análisis y que articula toda la gramática. En la versión más ortodoxa de esta gramática, las categorías gramaticales se definen según las funciones que pueden contraer. Por ejemplo, se considera sustantivo todo elemento que puede desempeñar funciones como sujeto o complemento directo, independientemente de su estructura interna. Por tanto, es la función la que determina la categoría gramatical, y no a la inversa. Una gramática funcional, en el sentido de que la función es un primitivo del análisis, se presenta como opuesta a la gramática categorial, o de constituyentes (Rojo y Jiménez 1989: Gutiérrez Ordóñez 1994). 

## La lingüística funcional española
La gramática funcional española tiene en Emilio Alarcos Llorach el autor más influyente. Alarcos puede ser considerado el primer lingüista del siglo XX en España, pues introduce y consolida el empleo en la lingüística de un modelo teórico explicativo, frente al modelo preponderante en la primera mitad de este siglo en la Península, fundamentalmente descriptivo y basado en la gramática tradicional.
Sin embargo, este gramático no se prodigó en presentaciones teóricas de su doctrina gramatical. Su obra más influyente (Alarcos 1970) no es una gramática concebida en su totalidad sino una recopilación de artículos. Posteriormente salió a la luz su gramática (Alarcos 1994), que para algunos autores no es un reflejo directo de su pensamiento teórico, pues se trata de un encargo para la Real Academia Española.
Para conocer los principios teóricos del funcionalismo español se puede acudir a José Antonio Martínez o bien a Salvador Gutiérrez Ordóñez. Por un lado, destaca el núcleo original de la Universidad de Oviedo, en torno a Emilio Alarcos Llorach y José Antonio Martínez, entre otros. También se desarrolló una corriente funcionalista inicialmente más cercana al pensamiento de Alarcos en la Universidad de León (Salvador Gutiérrez Ordóñez, Manuel Iglesias Bango). En La Laguna, Ramón Trujillo se centró en el estudio de la Semántica. Otros autores destacados del funcionalismo hispánico son Antonio Narbona Jiménez (Universidad de Sevilla), José M. García Miguel (Universidad de Vigo) o Emilio Ridruejo y César Hernández Alonso (Universidad de Valladolid). Por último, la llamada escuela de Santiago, con Guillermo Rojo a la cabeza, se separó desde sus inicios del pensamiento alarquiano más ortodoxo.

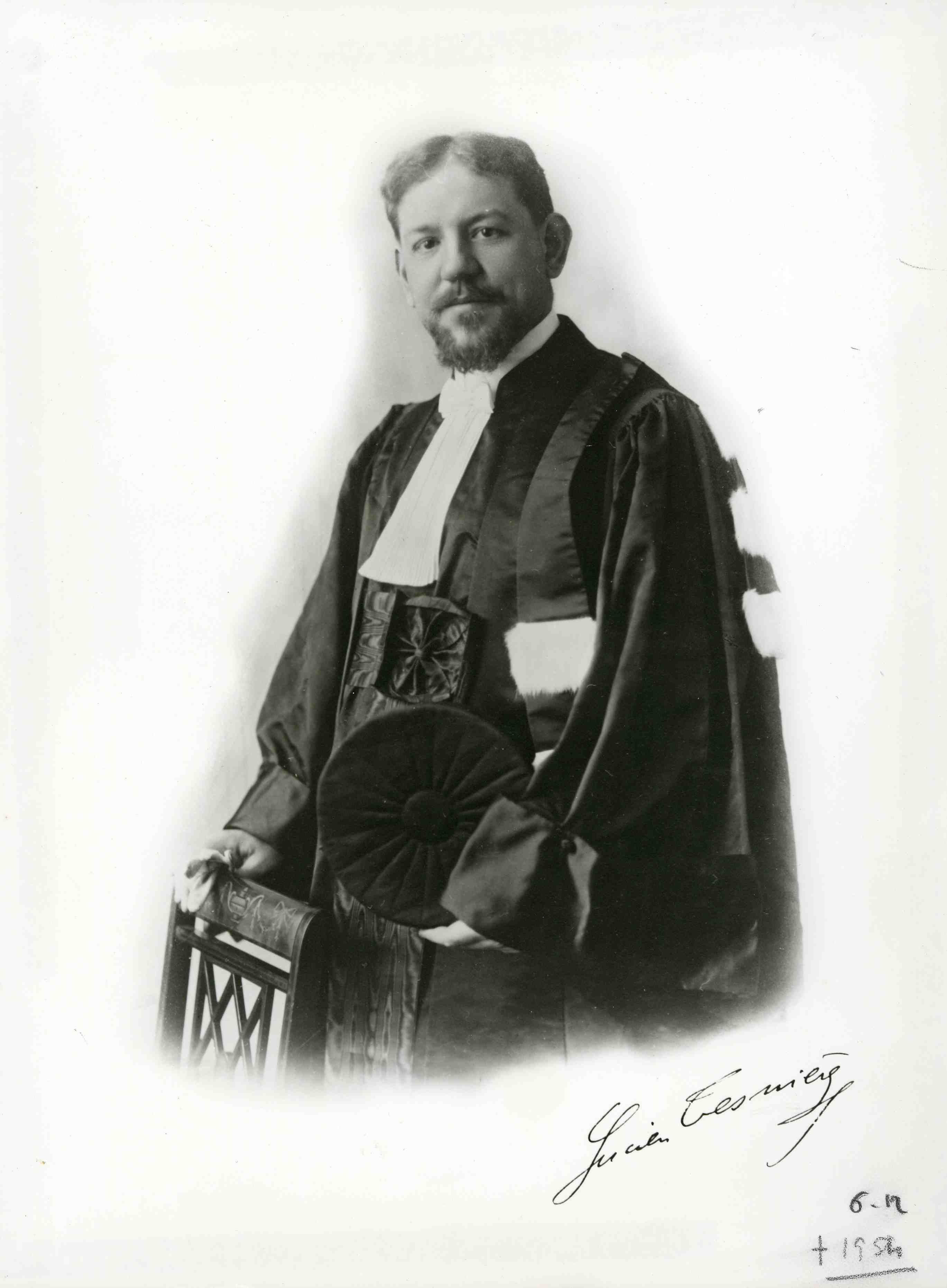
Lucien Tesnière. La corriente funcionalista española ha sufrido la influencia de las grandes escuelas funcionalistas europeas, como la francesa, con Lucien Tesnière o André Martinet

La corriente funcionalista más cercana al pensamiento de Alarcos, la más desarrollada en la península ibérica, ha sufrido la influencia de las grandes escuelas funcionalistas europeas (Círculo de Praga, Círculo de Copenhague, André Martinet, Lucien Tesnière), además de la tradición gramatical española. En particular, el pensamiento maduro de Alarcos resulta de una fusión de los puntos de vista de Martinet y Hjelmslev. 
Por otro lado, el grupo de Santiago, liderado por Guillermo Rojo, construye su teoría a partir de la doctrina de Alarcos, combinada con aportaciones de la Nueva escuela de Praga, la tagmémica, la gramática sistémica de Michael Halliday o el funcionalismo de Simon Dik. 
Por último, dentro del ámbito de la lingüística hispánica no se ha de olvidar la importante escuela funcionalista argentina (Ana María Barrenechea, Mabel Manacorda de Rosetti, Ofelia Kovacci, etc.). El origen de los estudios funcionalistas en Argentina se puede situar con la llegada del filólogo Amado Alonso, quien adoptó tempranamente las enseñanzas de Ferdinand de Saussure, a la dirección del instituto de Filología y Literaturas Hispánicas de la Facultad de Filosofía y Letras de la Universidad de Buenos Aires.
La gramática estructural española disfruta de un reconocimiento en el entorno científico y social que, como señala Salvador Gutiérrez Ordóñez (1994), es una de las señales de que una orientación metodológica goza de buena salud. No es tanto, sin embargo, el reconocimiento internacional, que algunos gramáticos explican por la preponderancia de la lingüística anglosajona hoy en día. A la vez, la tradicional oposición en España entre los seguidores de la gramática estructural y de la gramática generativa se ha suavizado ligeramente con el tiempo, y parece existir cierta voluntad (no exenta de recelos) de cooperación entre ambas teorías, algo que no existía hace unos años.